# Ga Pohang
Ga Pohang (Tiếng Hàn: 포항역, Hanja: 浦項驛) là ga đường sắt trên Tuyến Donghae nằm ở Iin-ri, Heunghae-eup, Buk-gu, Pohang-si, Gyeongsangbuk-do, Hàn Quốc

## Dịch vụ
Nhà ga được phục vụ bởi Mugunghwa-ho trên Tuyến Donghae chạy đến Yeongdeok, Dongdaegu, Bujeon và Suncheon. Các chuyến tàu KTX chạy giữa Seoul và Pohang bắt đầu hoạt động vào ngày 31 tháng 3 năm 2015, sau khi hoàn thành nhà ga mới vào ngày 24 tháng 2 năm 2015.

## Nhà ga cũ
Nhà ga ban đầu được đặt tại số 7 Yongdang-ro 91beon-gil, Jungang-dong, mở cửa vào ngày 1 tháng 11 năm 1918. Năm 2015 do chuyển sang tuyến mới nên đã được chuyển đến địa điểm mới mở cửa. Vào ngày 2 tháng 4 năm 2015, nhà ga cũ bị phá bỏ.

## Bố trí ga
| ↑ Bujo                   |
| \| ８７ \| ６５ \|       |
| Wolpo / Yeongilmanhang ↓ |

| ５·６ | Tuyến Donghae | liên kết=Đường sắt cao tốc Suseo | ← Hướng đi Dongdaegu · Daejeon · Suseo     |
| ５·６ | Tuyến Donghae | Nuriro Mugunghwa-ho              | → Hướng đi Gyeongju · Bujeon →             |
| ５·６ | Tuyến Daegu   | Nuriro Mugunghwa-ho              | ← Hướng đi Yeongcheon · Hayang · Dongdaegu |
| ７·８ | Tuyến Donghae | KTX                              | ← Hướng đi Dongdaegu · Daejeon · Seoul     |

## Hình ảnh

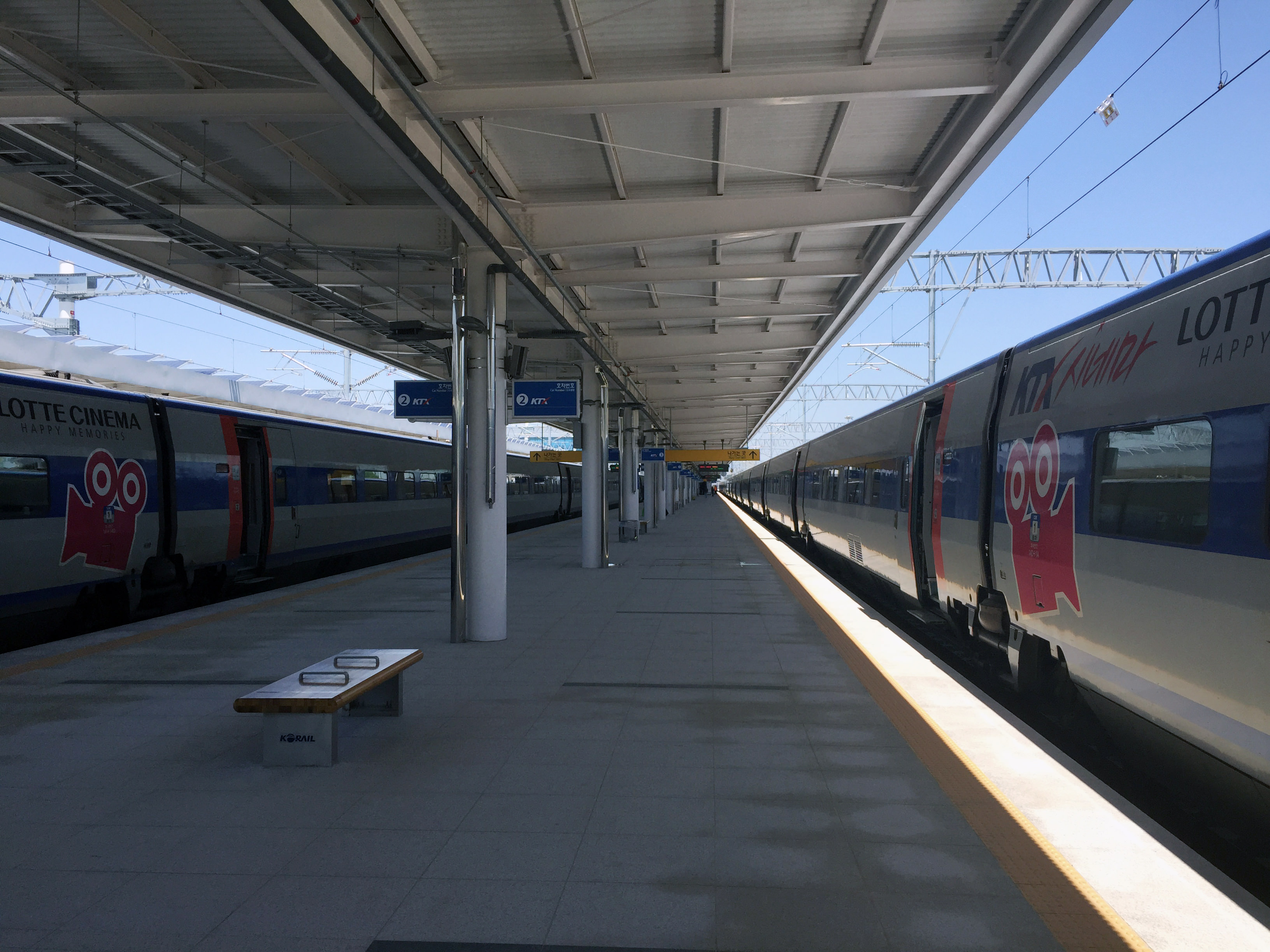
Sân ga
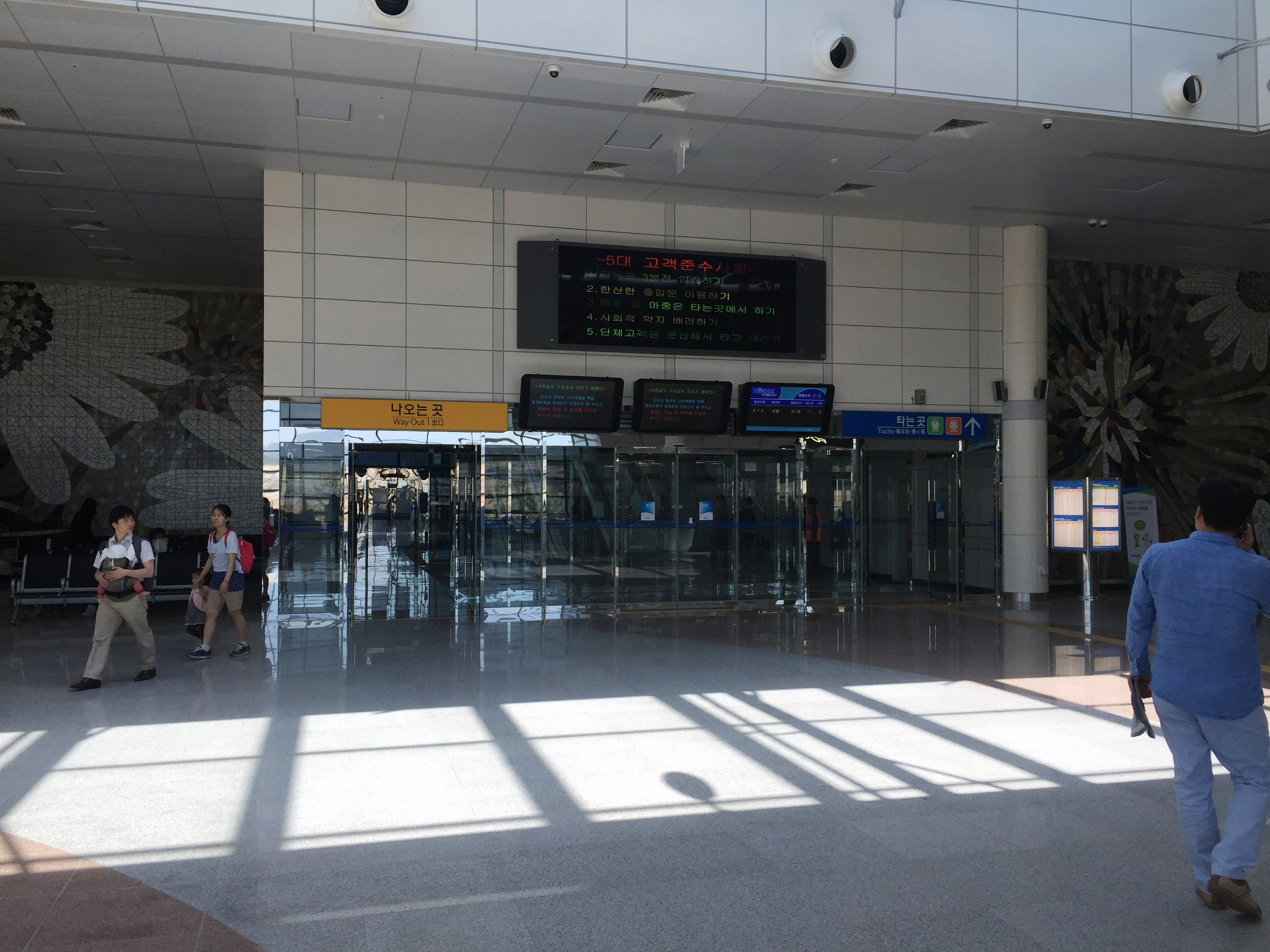
Cửa soát vé
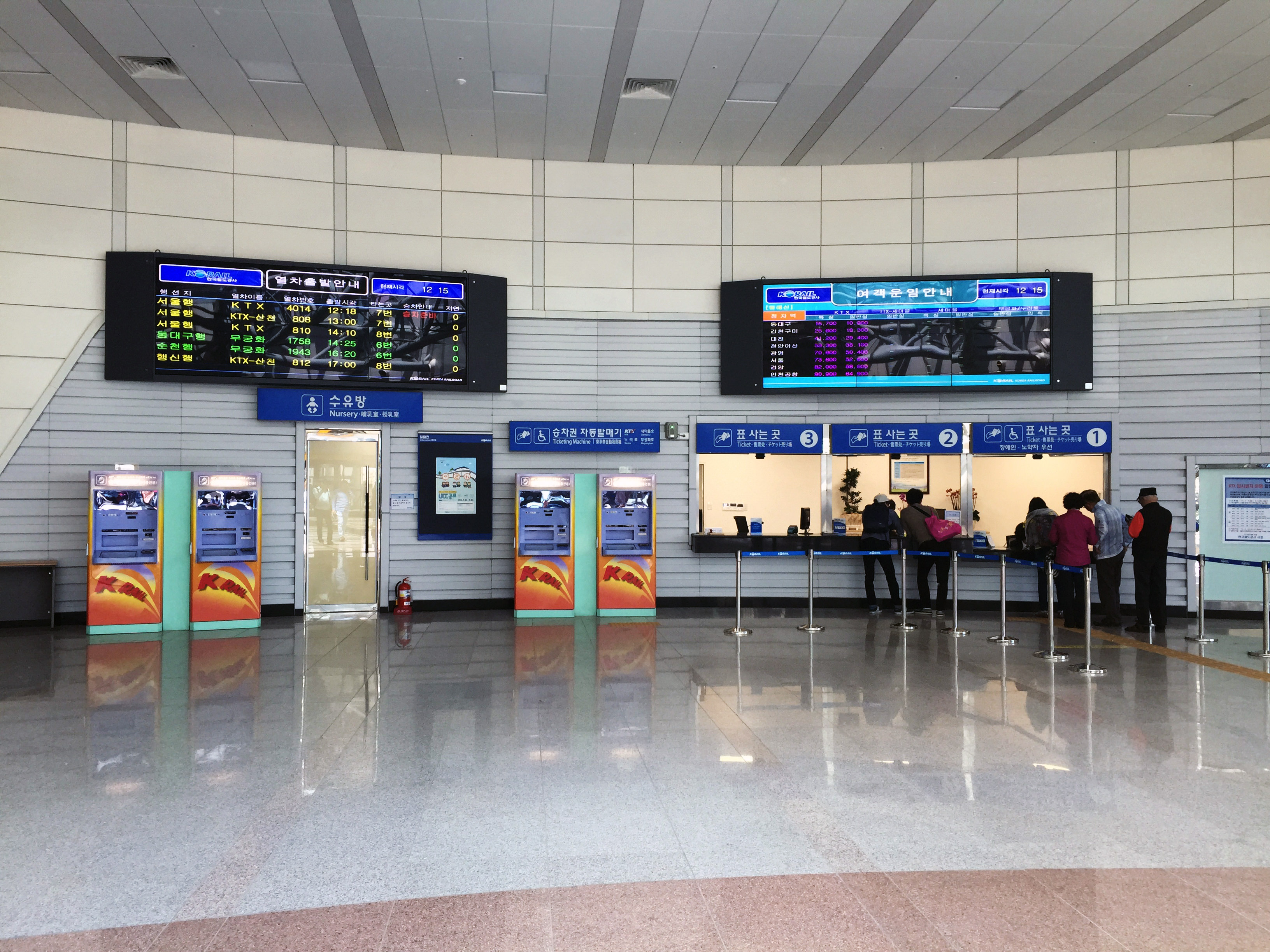
Khu vực bán vé